# Fragnol
Pour l'émission de radio canadienne consacrée à la musique latine, voir Frañol.
 (octobre 2024).
Si vous disposez d'ouvrages ou d'articles de référence ou si vous connaissez des sites web de qualité traitant du thème abordé ici, merci de compléter l'article en donnant les références utiles à sa vérifiabilité et en les liant à la section « Notes et références ».
Le fragnol (en français) ou frañol (en espagnol) est un mot-valise issu des mots français/francés et espagnol/español. Il s’agit d’un sabir parlé par les populations hispanophones des régions francophones. 
Cette langue hybride est apparue avec l'arrivée des immigrés venus d'Espagne dans les années 1900. 
Elle s’est perpétuée à travers les générations grâce, par exemple, aux enfants bilingues des immigrés espagnols venus en France dans les années 1960. 
Elle est également utilisée de nos jours par les immigrés sud-américains qui ont comme langue maternelle le castillan.
À noter que les termes franpagnol/franpañol, françaispagnol/francéspañol et hispanais/hispanés sont des synonymes de fragnol.

## Aspects du phénomène
Le fragnol est avant tout un changement de code dans la même phrase chez un locuteur hispanophone. La phrase alterne des passages en français et en espagnol : « Lo siento, no puedo venir ce weekend porque j'ai trop de trabajo en retard, lo dejamos para la semana qui vient. » (« Je suis désolé, je ne peux pas venir ce week-end parce que j'ai trop de travail en retard, on laisse ça pour la semaine qui vient »). C'est donc un phénomène propre aux bilingues.
Cela se manifeste aussi sur le plan syntaxique avec des francismes ou des espagnolismes verbaux : « Où as-tu aparqué la voiture? » (de aparcar, se garer en français). « No sé lo que le pasa a mi coche, no quiere demarrar. » (de démarrer, arrancar en espagnol).
Certains mots fragnols d'origine populaire sont ancrés dans plusieurs expressions d'immigrants d'origine espagnole. Ils mélangent tout simplement les structures du mot français en l’hispanisant. Ce qui donne par exemple pour le mot « poubelle » (qui se dit normalement « basura » en espagnol) « púbela », ou « randivú » qui signifie « rendez-vous » (« cita » en espagnol). D'autres mots sont tout simplement calqués sur le français mais rajoutent une terminaison (et l'accent bien sûr) espagnole : « Je vais à la poste » devient « Voy a la posta ».

## Exemples
| Mot français      | Mot espagnol | Fragnol      |
| ----------------- | ------------ | ------------ |
| Assurance         | Seguro       | Asségourance |
| Chômage           | Paro         | Tchomás      |
| Pantoufle         | Zapatillas   | Pantúnflas   |
| Madame            | Señora       | Madán        |
| Petits pois       | Guisantes    | Petipuás     |
| Sac-à-dos         | Mochila      | Sacodó       |
| Gateau            | Pastel       | Gató         |
| Tourte galicienne | Empanada     | Èmpanade     |
| Parler            | Hablar       | Habler       |
| École             | Escuela      | Escuele      |
| Dépanneur         | tienda       | dèpanor      |
| Épicerie          | mercado      | epicería     |
| Pomme             | manzana      | pomma        |